# Cylon Gonçalves
Cylon Eudóxio Tricot Gonçalves da Silva (Ijuí, 14 de novembro de 1946, Rio Grande do Sul) é um físico, pesquisador e professor universitário brasileiro.
Comendador e Grande oficial da Ordem Nacional do Mérito Científico, membro titular da Academia Brasileira de Ciências na área de Ciências Físicas desde 1992, Cylon é pesquisador do Centro Nacional de Pesquisa em Energia e Materiais, do qual foi seu diretor entre 1986 e 1998. Foi coordenador da implantação do Laboratório Nacional de Luz Síncrotron de 1986 a 1997.

## Biografia
Cylon nasceu em Ijuí, em 1946. É filho de Solon Gonçalves da Silva, médico e de Jorgelina Tricot da Silva, professora primária. Fez todo o ensino básico em sua cidade antes de ingressar no curso de Física da Universidade Federal do Rio Grande do Sul, graduando-se em 1967. Sob a orientação de Theodor August Johannes Maris e Gerhard Jacob, começou a iniciação científica e depois mestrado com Leopoldo Máximo Falicov.
Quando Falicov voltou para a Califórnia, ele convidou seu aluno de mestrado a ingressar no doutorado pela Universidade da Califórnia, título obtido por Cylon em 1972. Neste período, passou um ano no H. C. Orsted Institute, na Dinamarca. Não fez um pós-doutorado formal, tendo regressado ao Brasil seis meses após a obtenção do doutorado.
Foi professor do Instituto de Física da Universidade de Campinas e professor visitante na Universidade de Lausanne, na Suíça, e da Universidade La Trobe, na Austrália.
Cylon desenvolve pesquisas sobre propriedades magnéticas e eletrônicas de materiais, como transições metais-isolante, transições de fase magnéticas, estados de superfícies e defeitos, e estudos sobre super-redes semicondutoras semi-magnéticas. Tem cerca de 70 artigos publicados, 5 livros editados, e inúmeras comunicações em Congressos, além de artigos de divulgação.
Foi membro do Comitê de Programa da Conferência Internacional de Física dos Semicondutores (1984, 1990). É membro do comitê editorial das revistas Solid State Communications e Journal of Magnetism and Magnetic Materials. Foi contemplado com a Bolsa Guggenheim em 1978. Recebeu o prêmio “Personalidade da Tecnologia” do Sindicato dos Engenheiros no Estado de São Paulo (1991). Foi membro do Comitê Assessor de Física e Astronomia do CNPq e primeiro Presidente da Comissão Coordenadora dos Comitês Assessores, a qual também estruturou.